# Tamga repülőtér
A Tamga repülőtér (kirgiz nyelven: Тамга аэропорту, orosz nyelven: Тамгинский аэропорт) (ICAO: UAFA) Kirgizisztán egyik repülőtere, amely ? közelében található. 
A Tamga repülőtér az 1930-as években kezdte meg működését, mint tartalék leszállópálya az Issyk-Kul-tó déli partján. A jelenlegi kifutópálya és terminál az 1960-as években épült. A kifutópálya csak AN-2 és AN-28 típusú repülőgépeket és ezek analógjait tudja fogadni, nincs műszeres leszállási lehetőség, és csak a nappali órákban üzemel.
A repülőteret jelenleg mezőgazdasági célokra használják, bár tervezik a felújítását, mivel az Issyk-Kul-tó déli partjára érkező turisták száma növekedni fog. 1990-ig Tamga rendszeres összeköttetést tartott fenn Biskekkel, Os-sel és Dzsalalabaddal.

## Futópályák
A repülőtér futópályái:
- 18/36